# Ленчин-Дольни
Ленчин-Дольни (пол. Łęczyn Dolny) — село в Польщі, у гміні Ґневіно Вейгеровського повіту Поморського воєводства.
Населення — 29 осіб (2011).
У 1975-1998 роках село належало до Гданського воєводства.

## Демографія
Демографічна структура станом на 31 березня 2011 року:
|          | Загалом | Допрацездатний вік | Працездатний вік | Постпрацездатний вік |
| -------- | ------- | ------------------ | ---------------- | -------------------- |
| Чоловіки | 13      | 2                  | 10               | 1                    |
| Жінки    | 16      | 5                  | 9                | 2                    |
| Разом    | 29      | 7                  | 19               | 3                    |